# USS Honolulu (CL-48)
Pour les autres navires du même nom, voir USS Honolulu.
L'USS Honolulu (CL-48) était un croiseur léger de classe Brooklyn de la marine américaine.

## Pearl Harbor

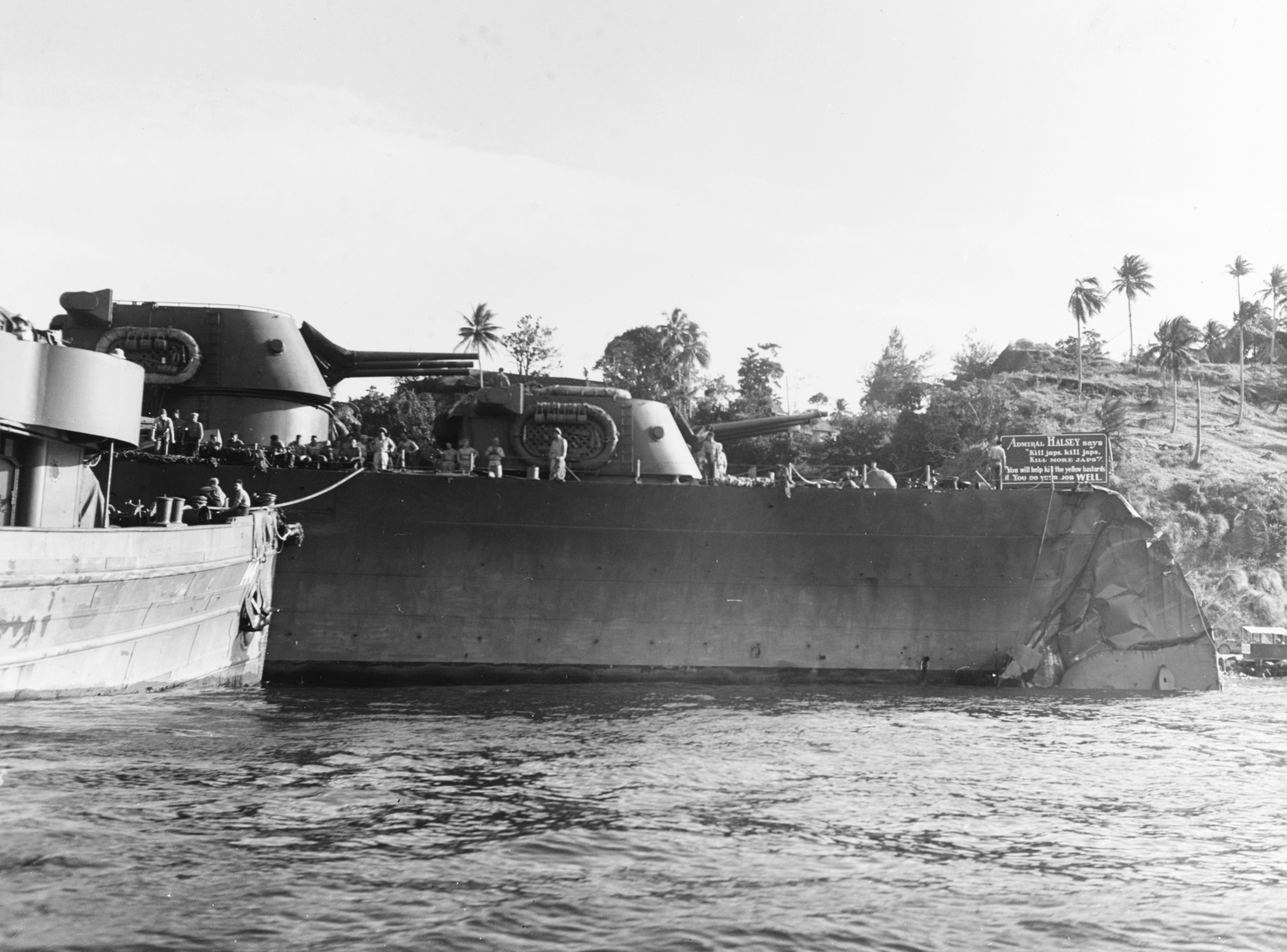
L'USS Honolulu stationné au port de Tulagi, Îles Salomon, afin de réparer les dommages causés à sa proue par une torpille lors de la bataille de Kolombangara. L'USS Vireo l'assiste au premier plan.

Lors de l'attaque de Pearl Harbor, l’Honolulu est dans le quatrième bassin situé dans les docks 1010 juste à l'entrée du loch Sud-est. Au départ, les marins croient en un entraînement dominical de l'armée mais assez vite, des bombes explosant à proximité immédiate du navire les font changer d'avis. Le commandant veut appareiller et les hommes coupent les aussières liant le croiseur à l'USS St. Louis (CL-49) et à la surface. Pour augmenter le plus vite possible la pression, l’Honolulu arrête de tirer avec les pièces de 127 mm. Cette accalmie est mise à profit par les Japonais qui lancent une bombe explosant sur le quai et crevant les soutes à mazout du navire. On doit abandonner l'appareillage et les portes étanches sont fermées. L'équipage sera d'autant plus déçu que le croiseur St.Louis habituellement à couple réussira à appareiller. Cependant, la position excentrée du navire par rapport au reste de la rade (il se situe à l'entrée de la base sous-marine qui sera totalement épargnée) lui permettra de ne subir aucune autre avarie et de fait de reprendre très vite du service.
Il participe à la bataille de Kolombangara, le 13 juillet 1943.